# El ratón de biblioteca
Der Bücherwurm, en español El ratón de biblioteca o Ratón de biblioteca, es un cuadro realizado en 1850 por el pintor y poeta alemán Carl Spitzweg.
Es típica del período Biedermeier de Alemania, y representa a la vez el carácter introspectivo y conservador europeo de finales de las guerras napoleónicas y se burla de estas actitudes, encarnándolas en un viejo sabio poco interesado de los asuntos del mundo.

## Historia
Carl Spitzweg pintó tres variaciones de esta pieza. El primero, pintado ca. 1850, se incluyó en la lista bajo el título de El bibliotecario y se vendió en Viena a Ignaz Kuranda en 1852 y ahora pertenece a la colección del Museo Georg Schäfer en Schweinfurt. Spitzweg pintó un ejemplar de las mismas dimensiones un año después y lo envió a la venta a su marchante de arte de Nueva York H.W. Schaus. Este ejemplar encontró su camino en la colección de arte de René Schleinitz y fue legado a la Biblioteca Pública de Milwaukee y ubicado en su Biblioteca Central (Milwaukee, Wisconsin). En diciembre de 2014, la pintura se colocó en préstamo permanente para el Museo Grohmann en la Escuela de Ingeniería de Milwaukee en Milwaukee. Creó una tercera versión de la pieza en 1884.

## Análisis
La imagen muestra a un bibliófilo anciano descuidadamente vestido de pie sobre una escalera de biblioteca con varios volúmenes grandes atascados bajo sus brazos y entre sus piernas mientras mira con poca visión un libro. Sin darse cuenta de su entorno barroco aparentemente principesco o abacial, está totalmente absorto en sus investigaciones. Un pañuelo, emplazado descuidadamente, sale de su bolsillo. Sus pantalones negros hasta la rodilla con medias y levita sugieren un estado cortesano. La intensidad con la que mira su libro en la polvorienta y antigua biblioteca gloriosa con su techo pintado al fresco refleja las actitudes hacia adentro y el retorno a los valores conservadores que afectaron a Europa durante el período. La pintura se ejecutó dos años después de que las revoluciones de 1848 proporcionaran un impacto al mundo estable encarnado en la soledad polvorienta de la biblioteca. En la esquina inferior izquierda de la pintura se puede ver un viejo globo terráqueo difuminado; el ratón de biblioteca no está interesado en el mundo exterior, sino en el conocimiento del pasado. Él está iluminado con la suave luz dorada que es un sello distintivo de la obra de Spitzweg, pero el interés del erudito en la luz que fluye desde la ventana invisible se extiende solo hasta que le permite ver las palabras en las páginas de sus libros antiguos. La altura de la escalera de la biblioteca solo puede estimarse: el globo sugiere una posible altura del piso, pero no se ve nada en el suelo, lo que aumenta la sensación de precariedad de la posición del erudito inconsciente. Igualmente, el tamaño de la biblioteca es desconocido; el anciano está consultando libros de la sección de "Metafísica" (Metaphysik), indicada por la placa en la librería altamente ornamentada, que sugiere una vasta biblioteca y subraya el otro mundo del amante de los libros.
Si bien el arte político o polémico fue desanimado por las actitudes conservadoras que impregnaban Europa Central, y los artistas del período Biedermeier eligen temas más parroquiales de lo que había sido la moda en el período romántico que lo precedió, todavía había espacio para sutiles alusiones y ligera sátira. Las pinturas de Spitzweg se burlan suavemente de las figuras que vio a su alrededor. Era casi totalmente autodidacta y, aunque sus técnicas se desarrollaron copiando a los maestros holandeses, se cree que su interpretación de sus temas estuvo influenciada por las obras de William Hogarth y Honoré Daumier. Aunque El ratón de biblioteca se encuentra entre las obras más obviamente satíricas de sus obras y aunque ninguna de sus pinturas muestra el ingenio cruel de Hogarth, hay paralelos entre los personajes de Hogarth y los representados por Spitzweg; el ratón de biblioteca, cuidadosamente observado y detallado a sabiendas, no se vería fuera de lugar en una escena de Matrimonio a la moda; de hecho, Spitzweg a veces se conoce como el "Hogarth alemán".

## Lectura adicional
- Müller, Kristiane; Urban, Eberhard: Carl Spitzweg — Beliebte und unbekannte Bilder nebst Zeichnungen und Studien ergänzt durch Gedichte und Briefe, Zeugnisse und Dokumente. Edition Aktuell.